# Berndsen
Berndsen es una banda islandesa, reconocida por ser del género rock electrónico, enfocada en hacer música retro en especial de los años ochenta.

## Historia
La banda está conformada por David Berndsen, Hermigervill y Hrafnkell Gauti. Comenzaron a tocar en el año 2009, en un estilo único, que mezcla el amor por los ochenta y los sintetizadores. En 2011, sacaron su primer álbum Lover in the Dark y en 2013 sacaron su segundo álbum Planet Earth, en el cual vuelve más fuerte la magia de los ochenta, con un trabajo perfecto, entre los teclados, guitarra y voz. 
El 26 de septiembre de 2018 salió su tercer álbum Alter Ego donde podemos apreciar la voz de Silla, quien canta en este álbum.Berndsen ha seguido haciendo colaboraciones con otros artistas Islandeses sacando temas que han tenido gran aceptación.

## Discografía

### Lover In The Dark (2011)
Álbum lanzado en el año 2011 donde salen temas como Supertime, Young Boy, In Sight, y el tema Lover in the Dark, entre otros. Supertime, es uno de los vídeos más famosos de la banda, tiene alrededor de 1,2 millones de visitas.
Lista de Canciones:
1. Intro (1:31)
2. Lover In The Dark (3:24)
3. Supertime (2:57)
4. Young Boy (3:41)
5. Radio Frequencies (4:31)
6. Coma (0:54)
7. In Sight (4:10)
8. The Perfect Human (3:59)
9. 400 Trips (3:36)
10. Dark Times (3:55)
11. On My Mind (3:50)

### Planet Earth (2013)
Este álbum fue lanzado el año 2013, tiene entre otros temas Monster Forest, Gimmi Gimmi y Game of Chance. Siendo un poco más oscuro, el disco muestra la calidad de la música de esta banda.
Lista de Canciones: 
1. Landing (1:37)
2. Planet Earth (4:31)
3. Monster Forest (5:54)
4. Gimmi Gimmi (3:17)
5. Data Hunter (4:55)
6. Two Lovers Team (5:28)
7. Game Of Chance (4:12)
8. X-Cryonics (5:19)
9. Continents (1:36)
10. Lifeless Planet (5:08)

### Alter Ego (2018)
Después de cinco años, aparece el tercer álbum con la colaboración de la cantante Sigurlaug Thorarensen conocida como Silla. En Youtube podemos encontrar los vídeos de Birds Of Pray, Shaping The Gray y The Origin.
Lista de Canciones: 
1. Birds Of Pray (4:14)
2. Alter Ego (5;11)
3. Karmakaze (4:16)
4. Shaping The Gray (4:26)
5. Rush To Love (3:38)
6. We Are Low (4:20)
7. Wildfire (4:29)
8. Metropolis (4:39)
9. The Origin (3:40)